# Procida
Procida (AFI: /ˈprɔʧida/; Proceta, /ˈprɔʧətə/ in napoletano) è un comune italiano di 10 006 abitanti della città metropolitana di Napoli in Campania. Il territorio comunale comprende interamente le isole di Procida e Vivara.

## Geografia fisica
L'isola di Procida ha una superficie di 3,7 km². Il perimetro, estremamente frastagliato, misura circa 16 km. La superficie comunale ricopre interamente l'isola di Procida e il vicino isolotto di Vivara (0,4 km²), due isole del golfo di Napoli appartenenti al gruppo delle isole Flegree.
Il rilievo più elevato è rappresentato dalla collina di Terra Murata (91 m), sovrastata da un borgo fortificato di origine medioevale.
L'isola si trova a una distanza minima dalla terraferma di circa 3,4 km (Canale di Procida) ed è collegata da un piccolo ponte alla vicina isola di Vivara.
Le sue coste, in alcune zone basse e sabbiose, altrove a picco sul mare, danno vita a diverse baie e promontori che offrono riparo alla piccola navigazione e hanno permesso la nascita di ben tre porticcioli sui versanti settentrionale, orientale e meridionale dell'isola. Gran parte del suo litorale viene tutelata dall'area marina protetta Regno di Nettuno.
Tradizionalmente, il centro abitato viene diviso in nove contrade, dette grancìe: Terra Murata (il borgo più antico), Corricella (un caratteristico borgo di pescatori), Sent'cò con il porto commerciale di Marina Grande, San Leonardo, Santissima Annunziata (anche detta Madonna della Libera), Sant'Antuono, Sant'Antonio e Chiaiolella (un porto turistico nella parte meridionale dell'isola).

### La formazione dell'isola
Dal punto di vista geologico, l'isola è completamente di origine vulcanica, nata dalle eruzioni di almeno quattro diversi vulcani (databili tra 55000 e 17000 anni fa), oggi completamente spenti e in gran parte sommersi.
Per modalità di formazione e morfologia, l'isola di Procida si avvicina dunque moltissimo alla zona dei Campi Flegrei, di cui fa geologicamente parte.
L'isola è infatti formata principalmente da tufo giallo e per il resto da tufo grigio, con tracce di altri materiali vulcanici quali, ad esempio basalti.
L'isola era anticamente (sicuramente ancora in epoca romana) collegata da una stretta falesia alla vicina isola di Vivara. Ipotesi più controverse giungono a immaginare un collegamento in epoca preistorica con il Monte di Procida in terraferma o, più difficilmente, un ulteriore collegamento ancora precedente con l'isola d'Ischia.

## Origini del nome
L'attuale nome dell'isola deriva da quello di epoca romana Prochyta.
Secondo una prima ipotesi questo nome deriva da Prima Cyme, ovvero "prossima a Cuma", come doveva apparire l'isola ai coloni greci nella migrazione dall'isola d'Ischia a Cuma.
Un'altra ipotesi fa derivare il nome dal greco pròkeitai (πρόκειται), cioè "giace", in considerazione di come appare l'isola, vista dal mare.
Secondo un'altra ipotesi ancora, invece, tale nome deriverebbe dal verbo greco prochyo, in latino profundo: l'isola sarebbe stata infatti profusa, messa fuori, sollevata dal fondo del mare o dalle profondità della Terra.
Dionigi di Alicarnasso, nel suo Archeologia Romana volle far derivare il nome da quello di una nutrice di Enea, da lui qui sepolta quando vi approdò.
Un'ulteriore spiegazione etimologica ne riconduce il nome all'aggettivo proto-latino praecidaneus ("vendemmiale"), bene attagliandosi questo alle caratteristiche dell'isola, la quale, poiché non offriva agli antichi villeggianti né passatempi termali, come invece la vicina Baia, né cittadini, era probabilmente da questi frequentata solo in occasione della vendemmia delle sue ancor oggi ottime uve. In effetti, prima di cominciare a tagliare i nuovi frutti maturi, era d'uso sacrificare a Cerere, dea della terra, un'agnella o una scrofa, da cui appunto il verbo l. praecaedo (gr.προχέω), dal significato appunto di "sacrifico prima".
Secondo il mito greco qui avvenne inoltre la lotta tra i giganti e gli dei, e come Tifeo e Alcioneo finirono rispettivamente sotto il Vesuvio e Ischia, così Mimante fu posto sotto l'isola di Procida.

## Storia

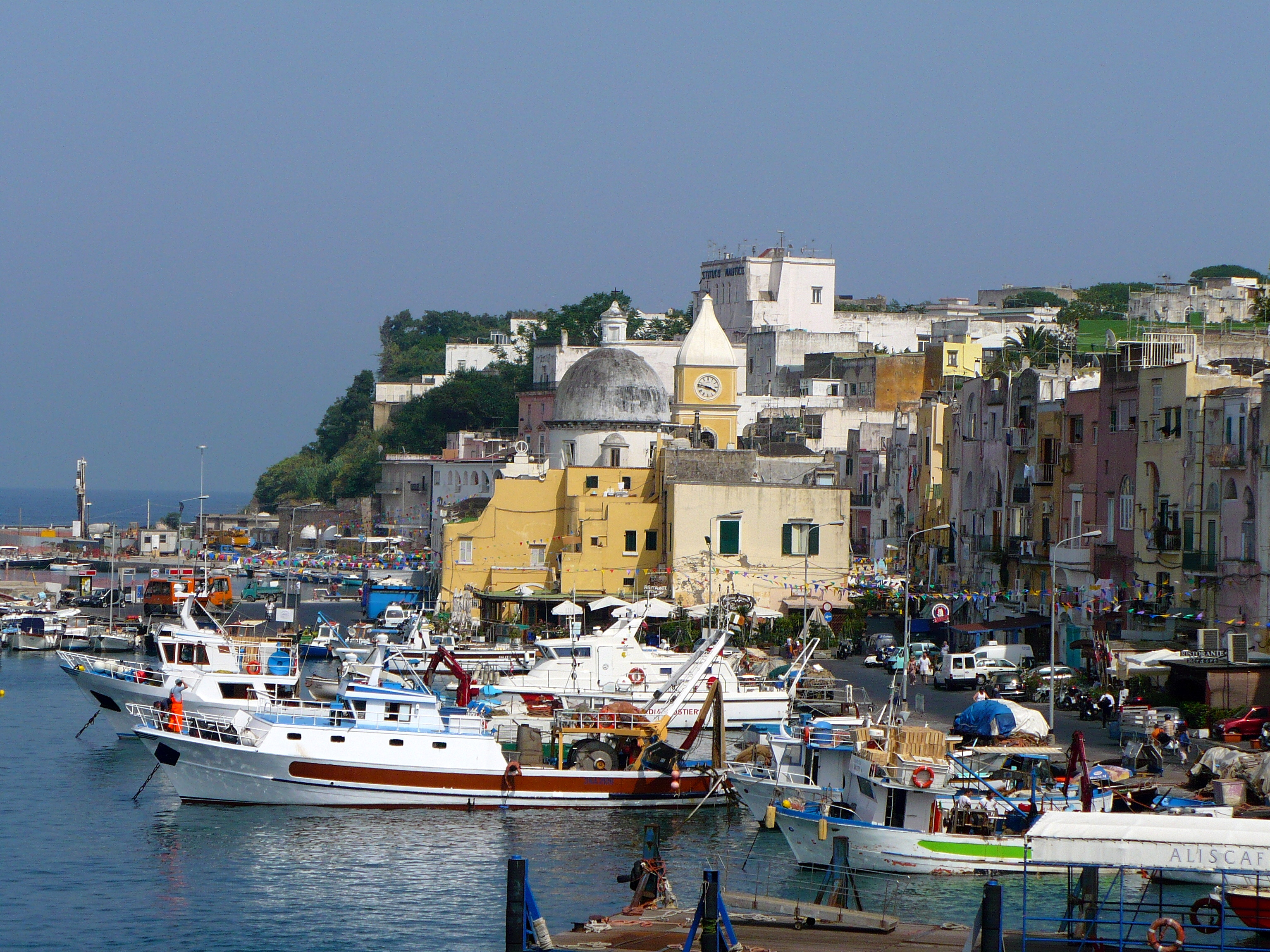
Il porto di Marina Grande

### Antichità

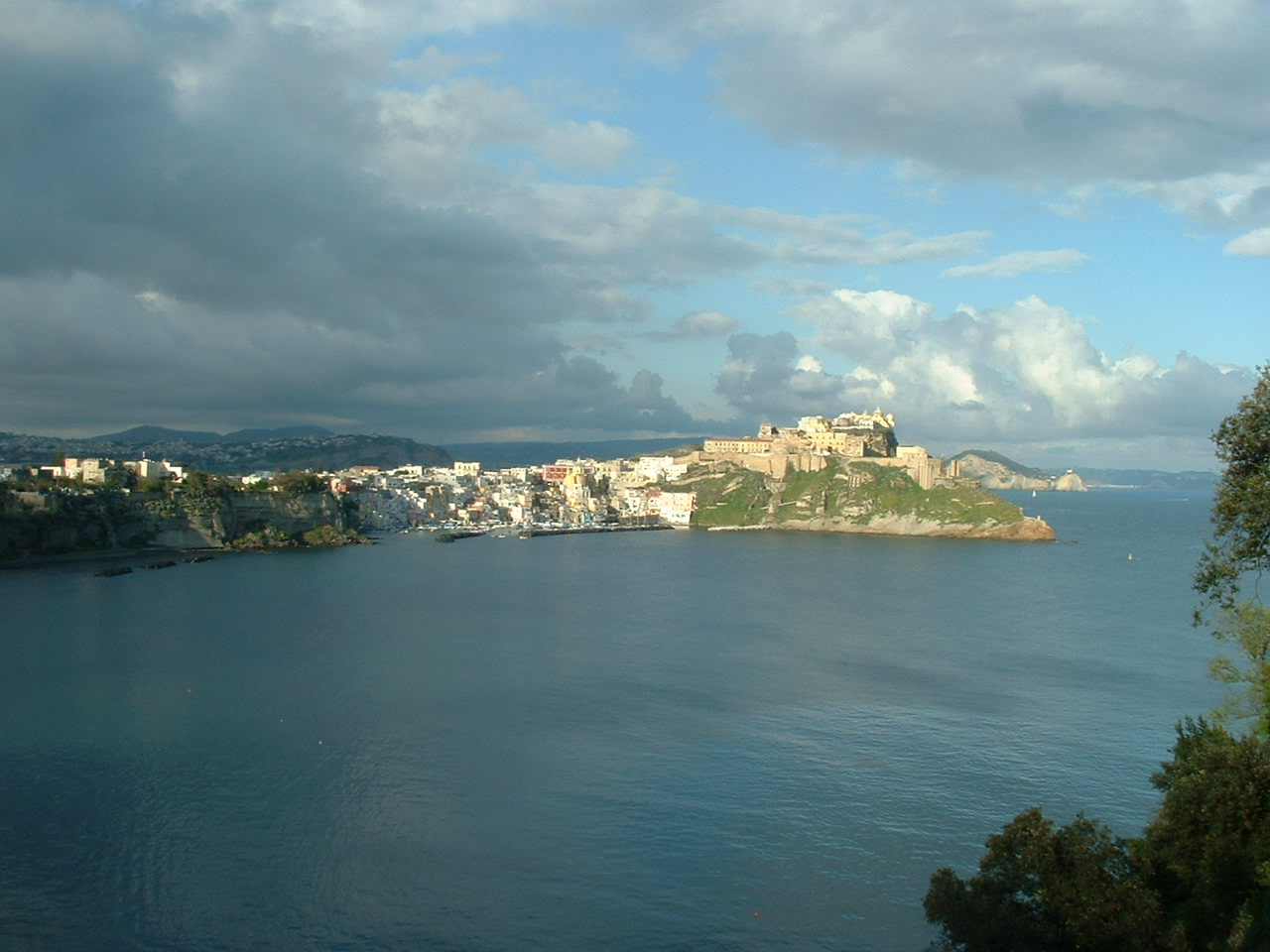
Terra Murata e Corricella da Punta Pizzaco

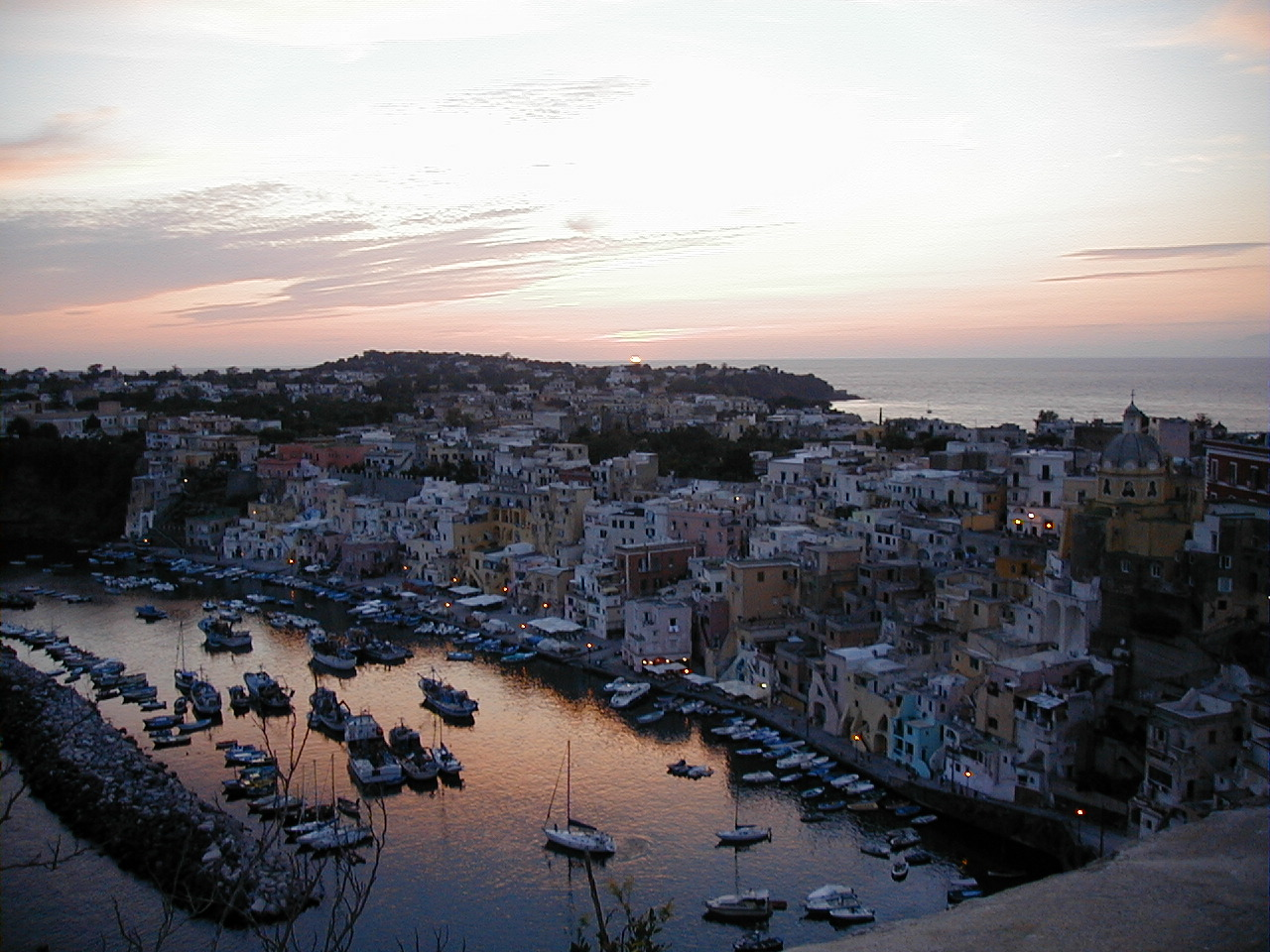
Tramonto alla Corricella

Recenti ritrovamenti archeologici sulla vicina isola di Vivara (un tempo collegata a Procida) fanno ritenere che l'isola fosse già abitata intorno al XVI - XV secolo a.C., probabilmente da coloni Micenei.
Sicuramente, intorno al VIII secolo a.C. Procida fu abitata da coloni Calcidesi dell'isola di Eubea; a questi subentrarono in seguito i Greci di Cuma, la cui presenza è confermata sia da rilevamenti archeologici che dalla toponomastica di diversi luoghi dell'isola.
Durante la dominazione romana, Procida divenne sede di ville e di insediamenti sparsi sul territorio; sembra comunque che in questa epoca non esistesse un vero e proprio centro abitato: l'isola fu più probabilmente luogo di villeggiatura dei patrizi romani e di coltura della vite. Giovenale, nella terza delle sue Satire, ne parla come di un luogo atto ad un soggiorno solitario e tranquillo.

### Medioevo
Dopo la caduta dell'Impero romano d'Occidente, l'isola subì le devastazioni dei Vandali e dei Goti; non cadde invece mai in mano longobarda, rimanendo sempre sotto la giurisdizione del duca bizantino (poi autonomo) di Napoli, nel territorio della Contea di Miseno.
In quest'epoca l'isola cominciava intanto a mutare radicalmente la sua composizione demografica, divenendo luogo di rifugio per le popolazioni in fuga dalle devastazioni dovute all'invasione longobarda prima e, in seguito, alle scorrerie dei pirati saraceni. In particolare, sembra che l'isola abbia accolto le ultime popolazioni in fuga dal porto di Miseno, distrutto dai Saraceni nell'850. Tuttavia, un documento databile tra il 592 e il 602 riguardante un tributo in vino lascia intuire come già in questa epoca esistesse sull'isola un insediamento stabile.
Mutava radicalmente anche l'aspetto dell'isola: al tipico insediamento "diffuso" di epoca romana faceva posto un borgo fortificato tipico dell'età medievale. La popolazione si rifugiò infatti sul promontorio della Terra, naturalmente difeso da pareti a picco sul mare e in seguito più volte fortificato, mutando così il nome prima in Terra Casata e poi in quello odierno di Terra Murata.
Con la conquista normanna del meridione d'Italia, Procida sperimentò anche il dominio feudale; l'isola, con annessa una parte di terraferma (il Monte di Miseno, poi detto Monte di Procida), venne assoggettata alla famiglia di origine salernitana dei Da Procida (che dall'isola presero il nome), che controllarono l'isola per oltre due secoli. Di questa famiglia l'esponente di maggior spicco fu sicuramente Giovanni da Procida, terzo (III) con questo nome, consigliere di Federico II di Svevia e animatore della rivolta dei Vespri siciliani.
Durante la guerra del Vespro l'isola fu infatti controllata dalla flotta del re aragonese di Sicilia ben 14 anni, dal 1286 al 1299, pur subendo diversi assedi da parte degli Angioini di Napoli, che riuscirono a rientrare a Procida solo quando, dopo la morte di Giovanni da Procida, il suo figlio secondogenito, Tommaso da Procida, passò nel campo angioino.
Nel 1339, comunque, l'ultimo discendente dei Da Procida vendette il feudo (con l'isola d'Ischia) alla famiglia napoletana dei Cossa, famiglia di ammiragli fedele alla dinastia francese dei D'Angiò, allora regnante su Napoli. Dei Cossa, esponente di maggior rilievo fu Baldassarre Cossa, eletto antipapa nel 1410 con il nome (poi ignorato nella storiografia vaticana) di Giovanni XXIII.
In quest'epoca l'economia dell'isola rimaneva sempre prevalentemente legata all'agricoltura, con una lenta crescita delle attività legate alla pesca.

### Epoca moderna

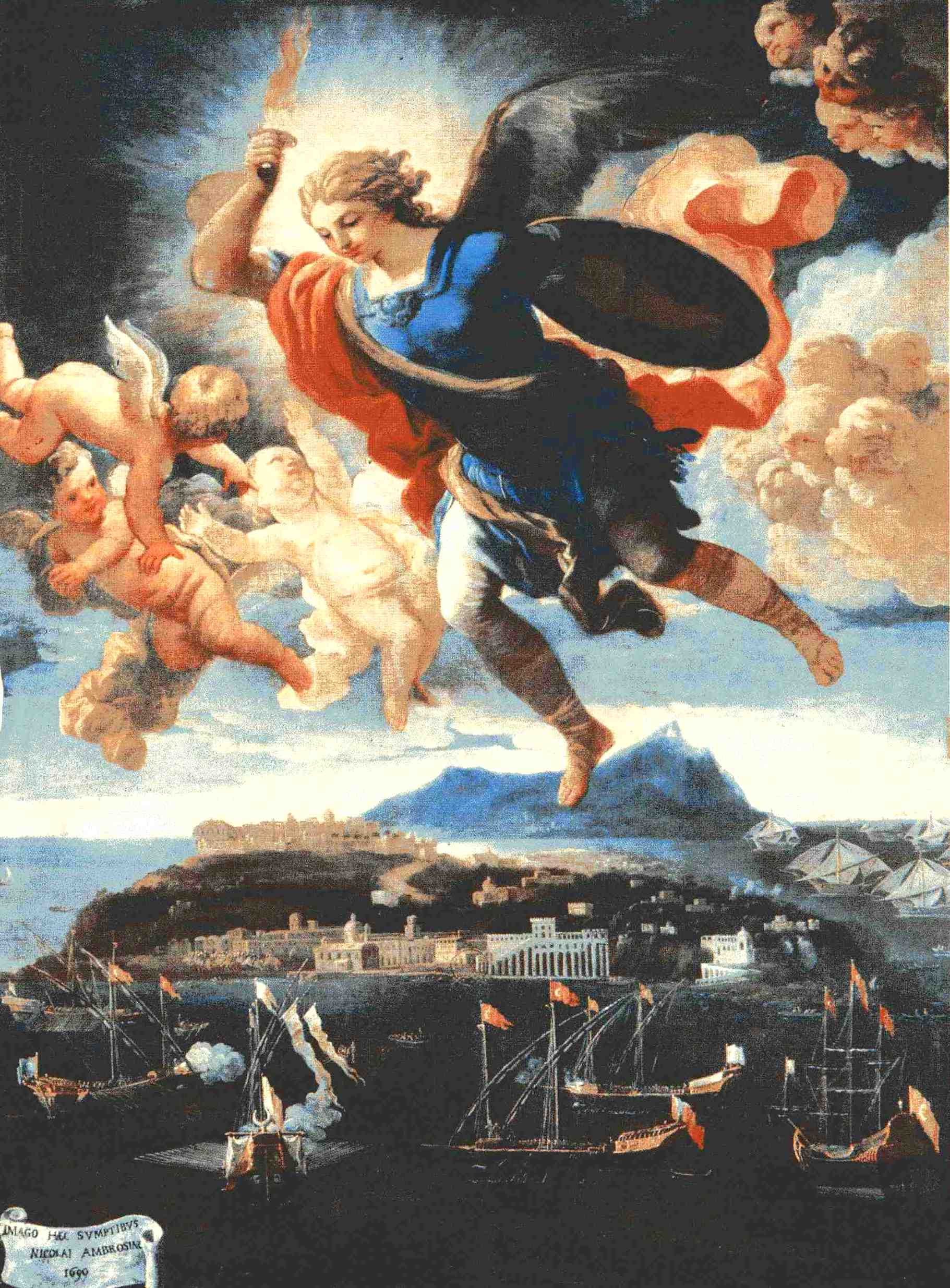
Nicola Russo, San Michele Arcangelo scaccia i Saraceni da Procida, olio su tela, XVII secolo.

Durante la dominazione di Carlo V a Napoli l'isola fu confiscata all'ultimo Cossa e concessa in feudo alla famiglia dei d'Avalos d'Aquino d'Aragona (1529), fedele alla casa d'Asburgo. Il primo feudatario fu appunto Alfonso d'Avalos, marchese del Vasto e generale di Carlo V, cugino di Fernando Francesco d'Avalos.
Iniziano in questo periodo le incursioni dei corsari barbareschi, incentivate dalla lotta tra gli Ottomani e l'impero spagnolo. Molto documentata e cruenta fu l'incursione del 1534 ad opera del corsaro Khayr al-Din, detto il Barbarossa, conclusasi con devastazioni e con un gran numero di procidani deportati come schiavi. Incursione che volle poi ripetere nel 1544.
Il suo successore, Dragut, fece sì che l'isola fosse nuovamente devastata nel 1548, nel 1552, nel 1558 e nel 1562. Un'ulteriore incursione barbaresca è documentata nel 1585.

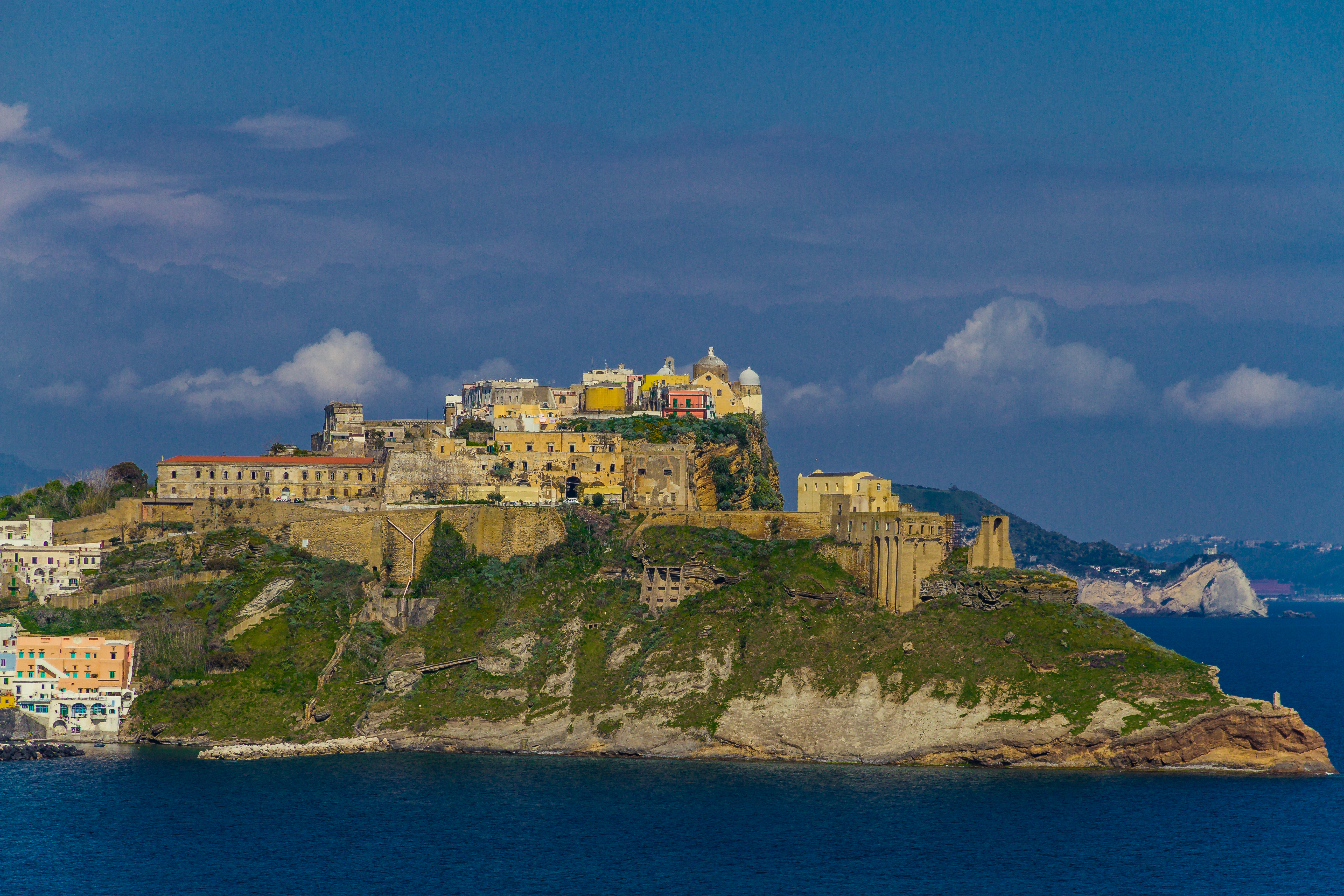
Terra Murata

Testimonianze di questo periodo sono le torri di avvistamento sul mare, diventate in seguito il simbolo dell'isola, una seconda cinta muraria attorno al borgo della Terra Murata e l'inizio della costruzione, promossa dal cardinale Innico d'Avalos d'Aragona, del Castello D'Avalos (1563), ad opera degli architetti Giovan Battista Cavagna e Benvenuto Tortelli. Un miglioramento delle condizioni di vita nell'isola si ebbe tuttavia solo dopo la battaglia di Lepanto (1571) che ridusse di molto le attività della marina ottomana nel Mediterraneo occidentale, permettendo, finalmente, la nascita nell'isola di un'economia legata alla marineria.
Nel XVII secolo l'isola venne occupata dalla flotta francese comandata da Tommaso Francesco di Savoia, sullo sfondo delle vicende legate alla rivolta di Masaniello e della nascita della seguente Repubblica.
Con l'avvento dei Borbone nel Regno di Napoli, nel 1734, si aveva intanto un ulteriore miglioramento delle condizioni socio-economiche dell'isola, dovuto anche all'estinzione della feudalità nel 1744 per opera di Carlo III, che inserì Procida tra i beni allodiali della corona, facendone una sua riserva di caccia.

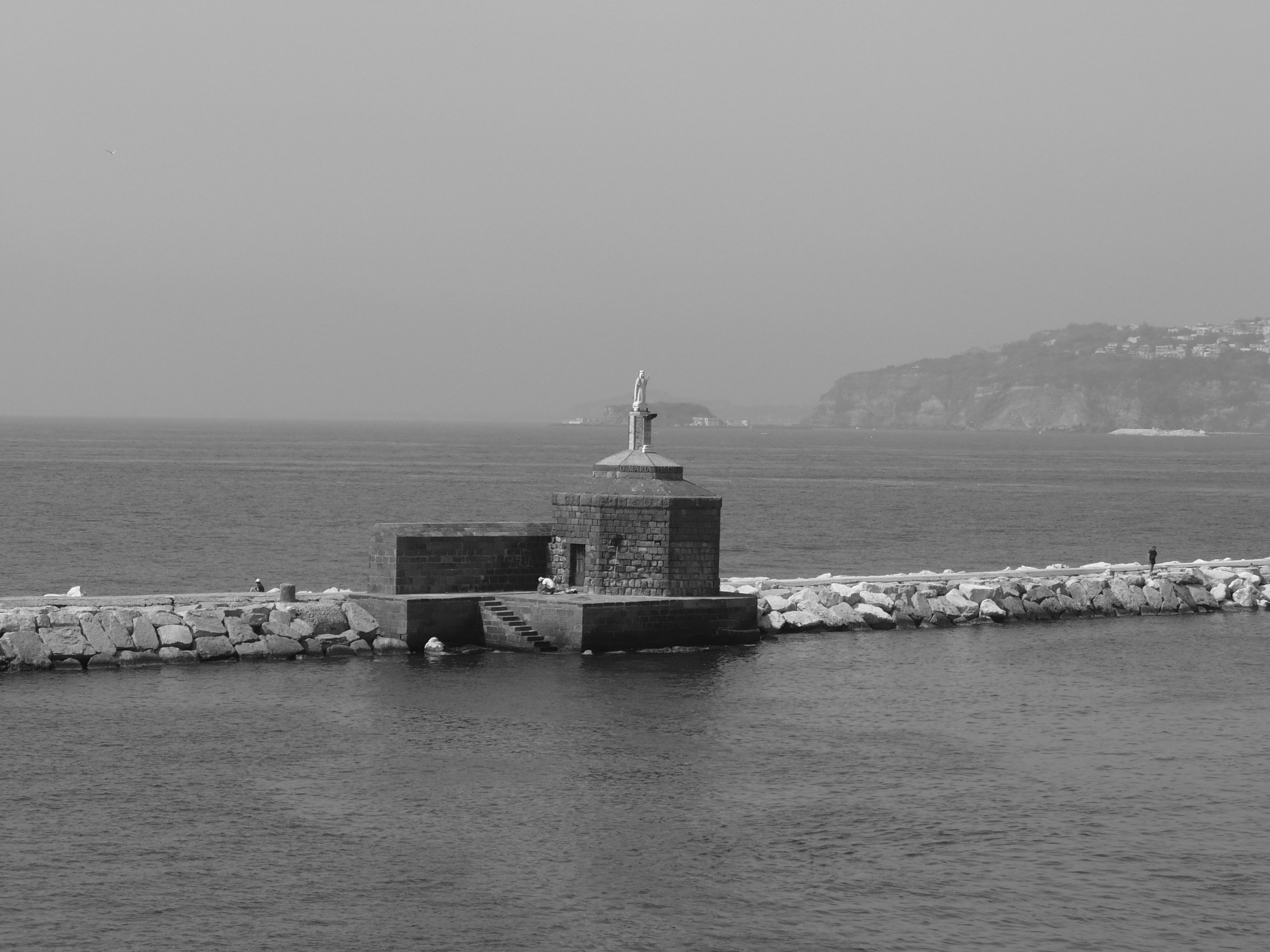
Statua della Madonna del porto di Procida

In questo periodo la marineria procidana si avvia verso il suo periodo di massimo splendore, accostando a questa anche una fiorente attività cantieristica: fino a tutto il secolo successivo, vengono varati nell'isola bastimenti e brigantini che affrontano la navigazione oceanica; verso la metà del XIX secolo circa un terzo di tutti i "legni" di grande cabotaggio del meridione d'Italia proviene da cantieri procidani.
La popolazione ascende fino ad un massimo di circa 16000 persone sul finire del XVIII secolo, ovvero circa una volta e mezza la popolazione attuale.
Nel 1799 Procida prende parte alle sommosse che portano alla proclamazione della Repubblica Napoletana; con il ritorno dei Borbone, pochi mesi dopo, dodici Procidani, tra i più influenti e in vista dell'isola, vengono impiccati per questo nella stessa piazza dove era stato issato l'albero della libertà.
Negli anni successivi (e in particolare nel "decennio francese"), l'isola vede diverse volte la guerra passare sul suo territorio con pesanti scontri e devastazioni, a causa della sua basilare posizione strategica nella guerra sul mare, contesa tra Francesi e Inglesi; le cronache riportano che nel solo 1809 circa 4000 persone abbandonarono l'isola al seguito delle navi inglesi sconfitte al termine della sesta coalizione antifrancese.
Anche per questi motivi, nel 1860 la caduta dei Borbone e l'unificazione italiana vengono accolte favorevolmente dalla popolazione.

### XX secolo

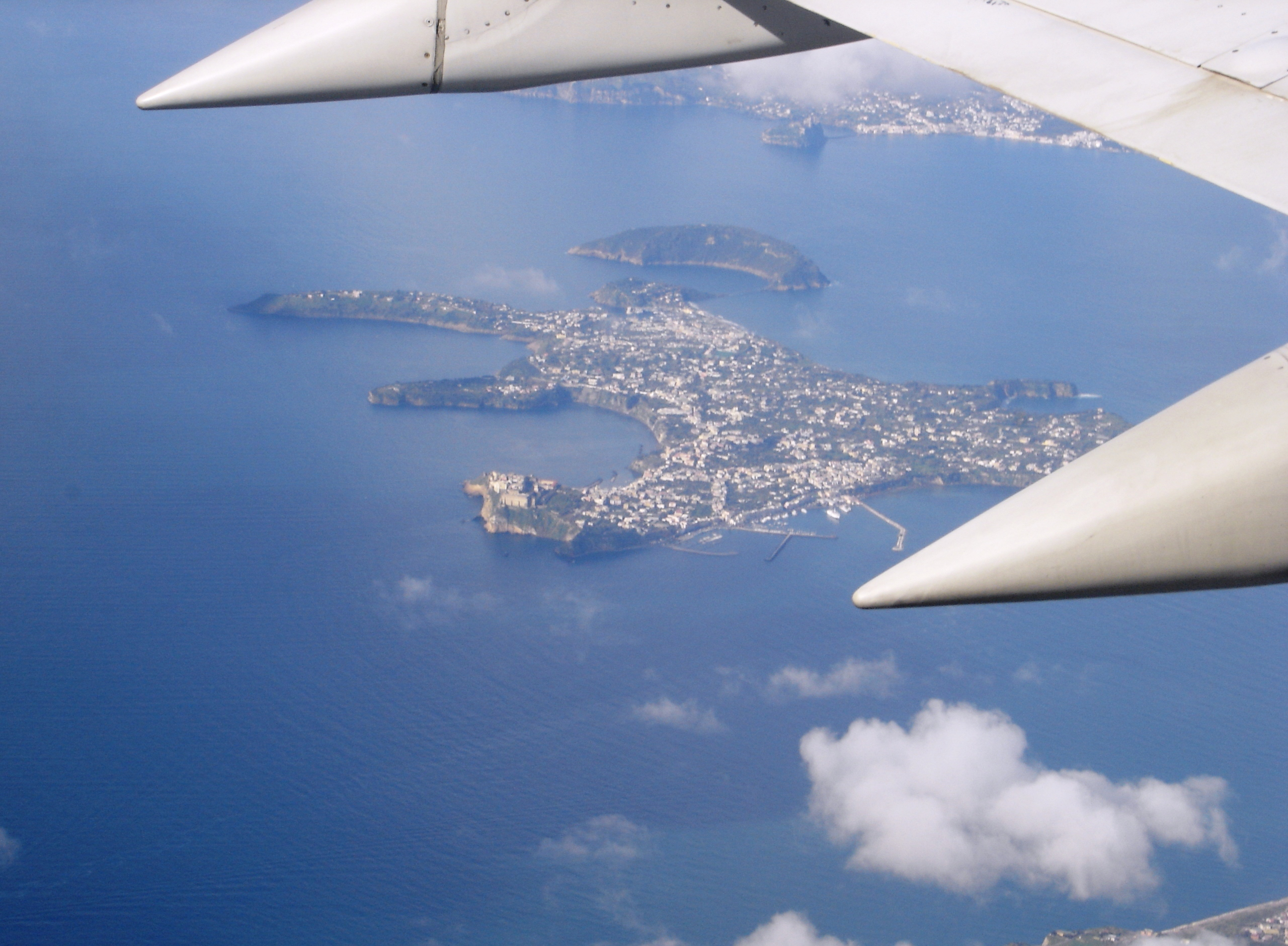
Le isole di Procida e Vivara dal finestrino di un aereo

Il XX secolo vede la crisi irreversibile della cantieristica procidana, sotto la concorrenza dei grandi agglomerati industriali: l'ultimo grande brigantino procidano viene varato nel 1891.
Nel 1907 inoltre, Procida, a seguito di un referendum, perde il suo territorio di terraferma, che diventa un comune autonomo denominato Monte di Procida.
Nel 1957 l'isola viene raggiunta dal primo acquedotto sottomarino d'Europa, mentre negli ultimi decenni, la popolazione, fino agli anni trenta decrescente, comincia lentamente a risalire.
L'economia rimane in gran parte legata alla marineria accanto alla crescita, negli ultimi anni, dell'industria turistica.

### XXI secolo
Il 18 gennaio del 2021 Procida è stata nominata Capitale italiana della cultura per il 2022.

### Simboli
Lo stemma è stato riconosciuto con DPCM del 31 agosto 1956 e vi sono raffigurate tre torri culminanti con una casamatta, quella centrale è più ampia delle laterali, fondate sulla superficie increspata del mare.
Il gonfalone, concesso con DPR del 22 gennaio 1957, è un drappo partito di rosso e di bianco.

## Monumenti e luoghi d'interesse

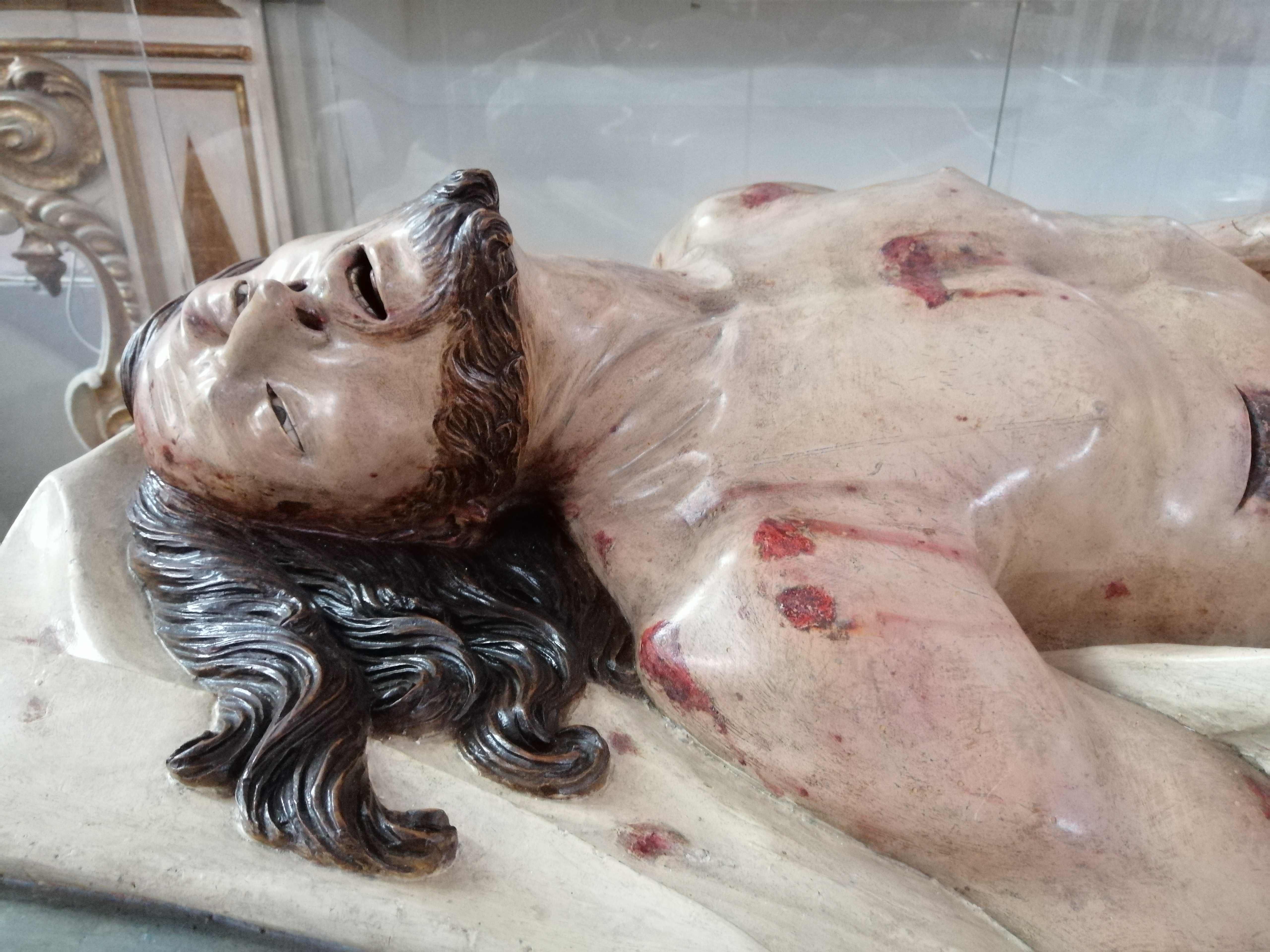
Statua lignea del Cristo morto, nella chiesa di San Tommaso d'Aquino, opera di Carmine Lantriceni (1728) - Particolare di testa e torso.

### Architetture religiose
- Abbazia di San Michele Arcangelo (Procida) (XI secolo)
- Chiesa di San Leonardo (XVI secolo)
- Chiesa di Santa Maria della Pietà e San Giovanni Battista (XVII secolo)
- Chiesa della Santissima Annunziata (XVI secolo)
- Chiesa di Sant'Antonio Abate (Procida) (XVI secolo)
- Chiesa di Sant'Antonio da Padova (XVII secolo)
- Chiesa di San Giuseppe (XIX secolo)
- Chiesa di Santa Maria delle Grazie (XVII secolo)
- Chiesa di San Rocco (XVI secolo)
- Chiesa di San Tommaso d'Aquino (XIX secolo)
- Chiesa di San Vincenzo (XVI secolo)
- Chiesa sconsacrata Santa Margherita Nuova
- Chiesa sconsacrata di San Giacomo (XVII secolo)
- Chiesa sconsacrata di Santa Maria della Purità (XVII secolo)
- Cappella di Santa Maria degli Agonizzanti (secolo XIX)

### Architetture civili
- Palazzo Ambrosino di Bruttopilo-Borgogna (XX secolo)
- Palazzo Annecchino (XVII secolo, via Vittorio Emanuele 116)
- Palazzo Bormioli (XIX secolo, via Principe Umberto 86)
- Palazzo D'Avalos (XVI secolo)
- Palazzo Di Costanzo (XVII secolo, via Giovanni da Procida 351)
- Palazzo Ferrajoli (XV secolo, via Marcello Scotti 22)
- Palazzo Galatola-Costagliola (XIX secolo, via Principe Umberto 71)
- Palazzo Guarracino (XVIII secolo, via Centane 38)
- Palazzo in via Principe Umberto 56 (XIX secolo)
- Palazzo in via Vittorio Emanuele 227 (XVIII secolo)
- Palazzo Manzo (XVII secolo, via Vittorio Emanuele 184)
- Palazzo Massa-D'Ambrosio
- Palazzo Mazzella Di Bosco (XVIII secolo, via Regina Elena 23)
- Palazzo Mazzella- Lieto (XVII secolo, via Regina Elena)
- Palazzo Mignano-De Iorio (XVII secolo, Salita Castello 12)
- Palazzo Montefusco, detto anche Merlato (XII secolo, via Roma 127)
- Palazzo Porta (XV secolo, via Flavio Gioia 14)
- Palazzo Rosato (via Vittorio Emanuele 59)
- Palazzo Scotti (XVII secolo, via Vittorio Emanuele 204)
- Palazzo Scotti Galletta (XVIII secolo, via Vittorio Emanuele 210)
- Palazzo Scotto Lachianca (XIX secolo, via Vittorio Emanuele 250)
- Villa Angelina (XX secolo, via Marcello Scotti)
- Villa Eldorado (via Vittorio Emanuele)
- Villa Lavinia (XVIII secolo)
- Villa Scotto di Jonno (via Regina Elena)
- Villa Sofia (XVIII secolo, via Guglielmo Marconi 1-3)[senza fonte]

### Altro
- Monumento ad Antonio Scialoja, di Giulio Tadolini
- Monumento ai Caduti, di Tommaso Vicari
- Stazione Marittima di Procida intitolata a Fabrizio Borgogna

### Aree naturali
- Isola di Vivara, di proprietà privata è un esempio di conservazione della flora e fauna mediterranea, dal 2002 riserva naturale statale. Sull'isolotto sono stati trovati i resti di un villaggio miceneo del XV secolo a.C., con campagne di scavo ancora in corso a cura dell'università Suor Orsola Benincasa. Nel XVII secolo vi fu costruito un casino di caccia.
- Area marina protetta Regno di Nettuno, zona di particolare tutela dell'ecosistema marino localizzata tra Procida, Vivara e Ischia.

### Architettura ed urbanistica popolare

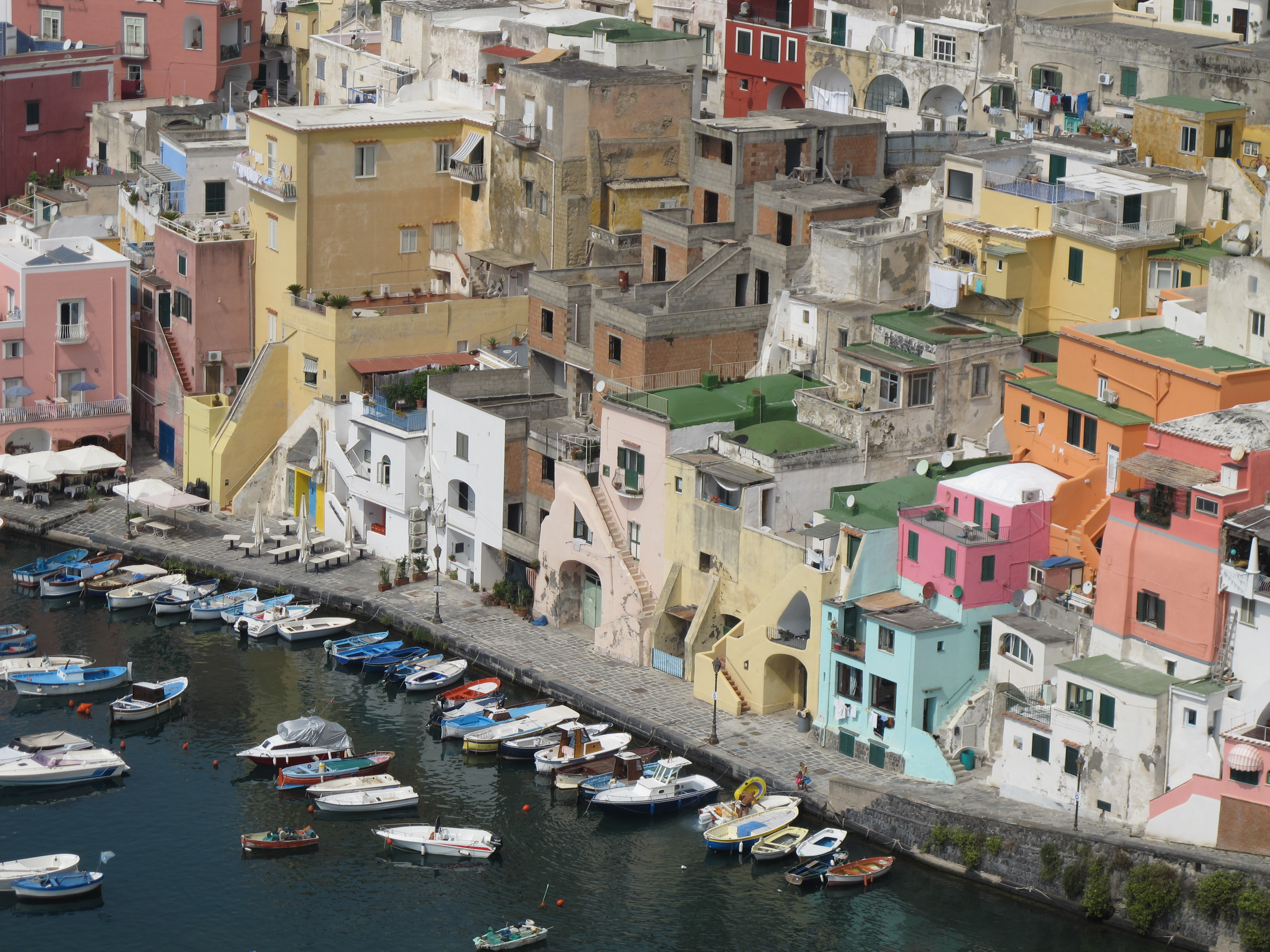
La Corricella vista da Terra Murata

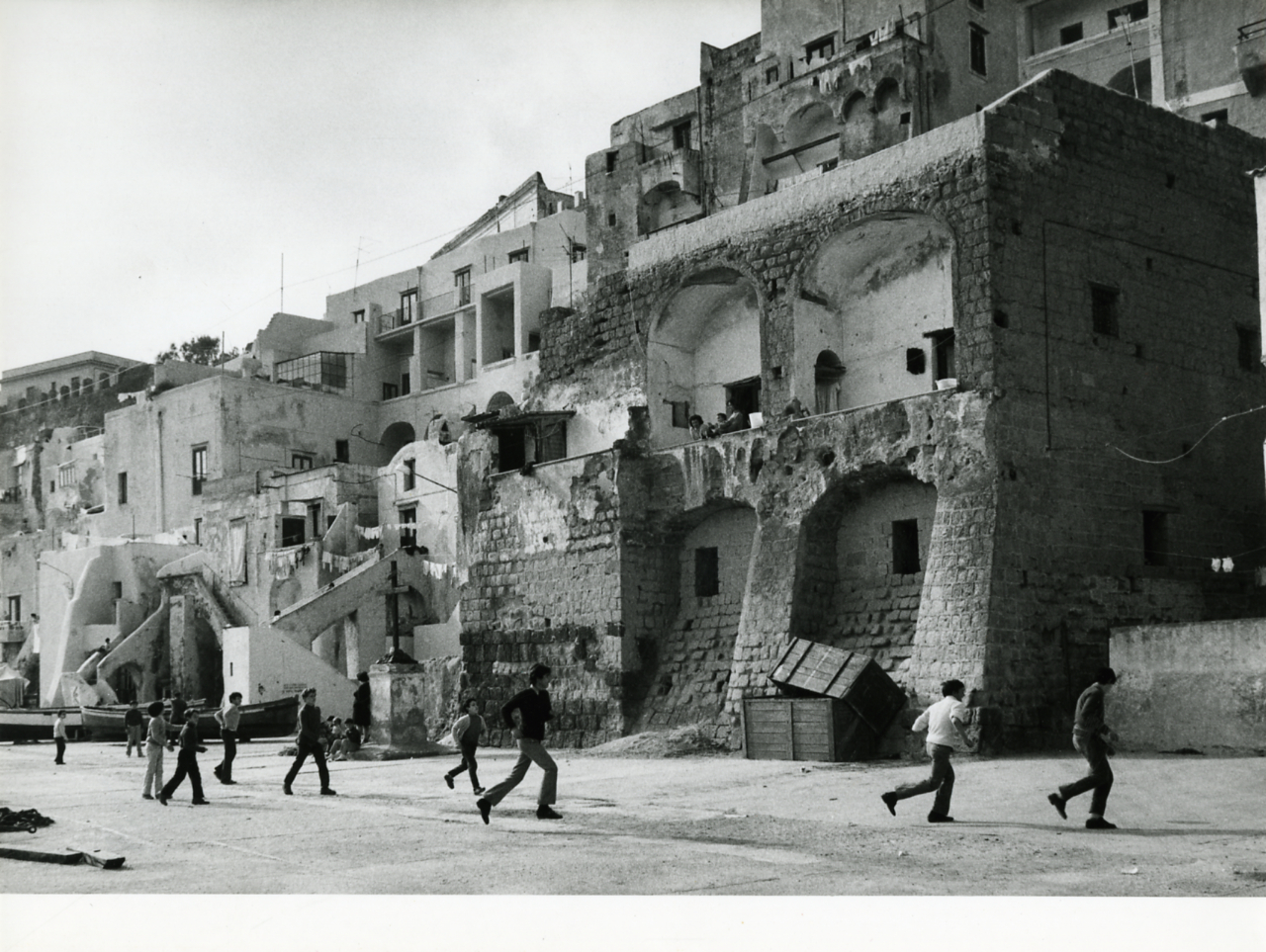
Case della Corricella in una fotografia del 1972.

Fra l'alto medioevo e il XVIII secolo si sviluppa, nell'isola di Procida, un particolare esempio di architettura generalmente definita spontanea ma più correttamente dal carattere popolare, legata cioè alla comunità del luogo, che si sviluppa secondo codici costruttivi ben codificati.
Tra gli elementi più caratteristici ci sono sicuramente l'arco e la scala rampante (o a dorso d'asino).
L'arco ha funzione di ingresso (o meglio, di passaggio tra la strada e l'abitazione), mentre ai piani superiori delimita un particolare terrazzo, chiamato localmente vèfio (da un antico tedesco waif), vero simbolo dell'abitazione tipica dell'isola.
La scala rampante, detta anche a “collo di giraffa”, appoggiata sull'arco stesso, risulta la soluzione più comune per raggiungere i piani superiori.
Esempio di tali tipologie si concentra nel Casale Vascello (XVI sec.), e negli altri “casali” situati nel centro storico.
Le volte sono sempre a vela o, più frequentemente nelle zone rurali, a botte.
Altro elemento caratteristico è rappresentato dal colore: le costruzioni sono generalmente dipinte con un certo gruppo di tonalità pastello ben definite, assortite in maniera che due case vicine molto difficilmente abbiano colori simili, con il risultato di una policromia caratteristica. Secondo la tradizione, tale particolarità deriva dal desiderio dei pescatori di voler riconoscere la propria casa anche lontano dal mare. Tale ipotesi tuttavia non ha mai avuto alcuna conferma.
L'architettura popolare si radica sul territorio con uno schema urbanistico particolare ed originale che, riprendendo modelli di sviluppo dell'epoca (dall'impianto svevo di Terra Murata al sistema delle grancìe rurali di matrice benedettina fino all'edilizia di strada settecentesca) li miscela in una sintesi legata all'ambiente naturale locale e alla cultura materiale.

## Società

### Evoluzione demografica
Nel grafico al lato viene mostrato l'andamento della popolazione di Procida negli ultimi cinque secoli. Il grafico è stato costruito unendo e confrontando i dati riportati da Michele Parascandolo, Sergio Zazzera e l'ISTAT. I dati fino al 1907 comprendono anche Monte di Procida, prima di allora appartenente al comune e colonizzato a partire dal XVIII secolo.
Si può notare il forte sviluppo demografico del XVII e XVIII secolo contrapposto alla relativa stabilità degli ultimi due secoli (a parte la scissione del comune), dovuta ad una crescita naturale bilanciata da movimenti migratori verso la terraferma. Si nota anche il brusco crollo della popolazione in epoca napoleonica, a causa delle guerre e dei massicci spostamenti di popolazione che ne derivarono.
Nel secondo grafico vengono invece mostrati i soli dati ufficiali ISTAT. In questo caso i dati di prima del 1907 sono relativi alla sola isola di Procida. Si nota anche in questo caso una relativa stabilità, accanto ad una leggera crescita della popolazione negli ultimi decenni.
Abitanti censiti

### Etnie e minoranze straniere
Secondo i dati ISTAT al 31 dicembre 2018 i cittadini stranieri residenti a Procida erano 350, corrispondenti al 3,3% della popolazione. Le nazionalità maggiormente rappresentate erano:
1. Bulgaria 120 1,1%
2. Ucraina 98 0,9%
3. Polonia 21 0,2%
4. Francia 15 0,1%
5. Romania 14 0,1%
6. Brasile 13 0,1%
7. Sri Lanka 12 0,1%

### Tradizioni e folclore

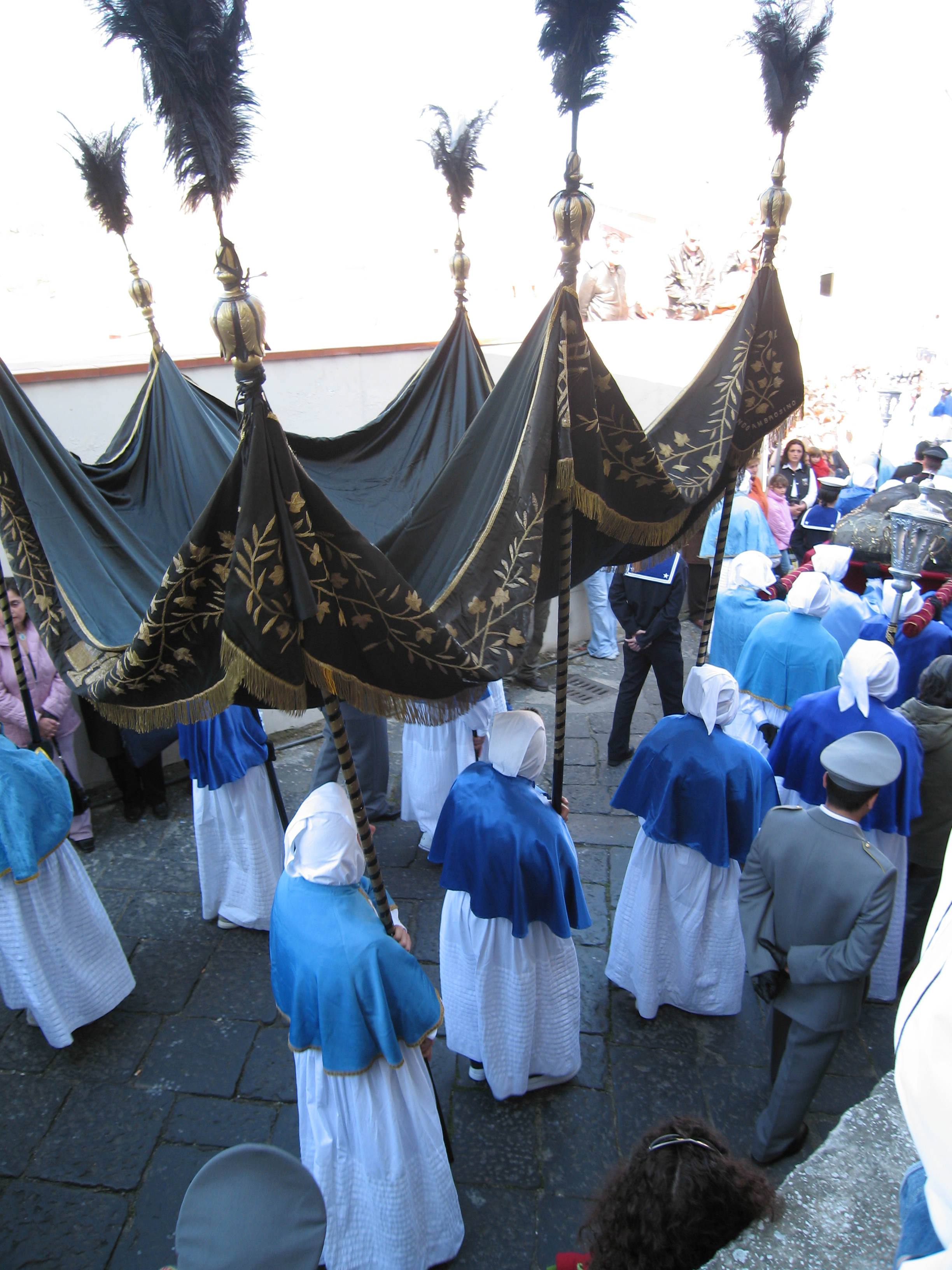
Seguendo i "misteri", alcuni confratelli trasportano il Pallio Funebre in processione

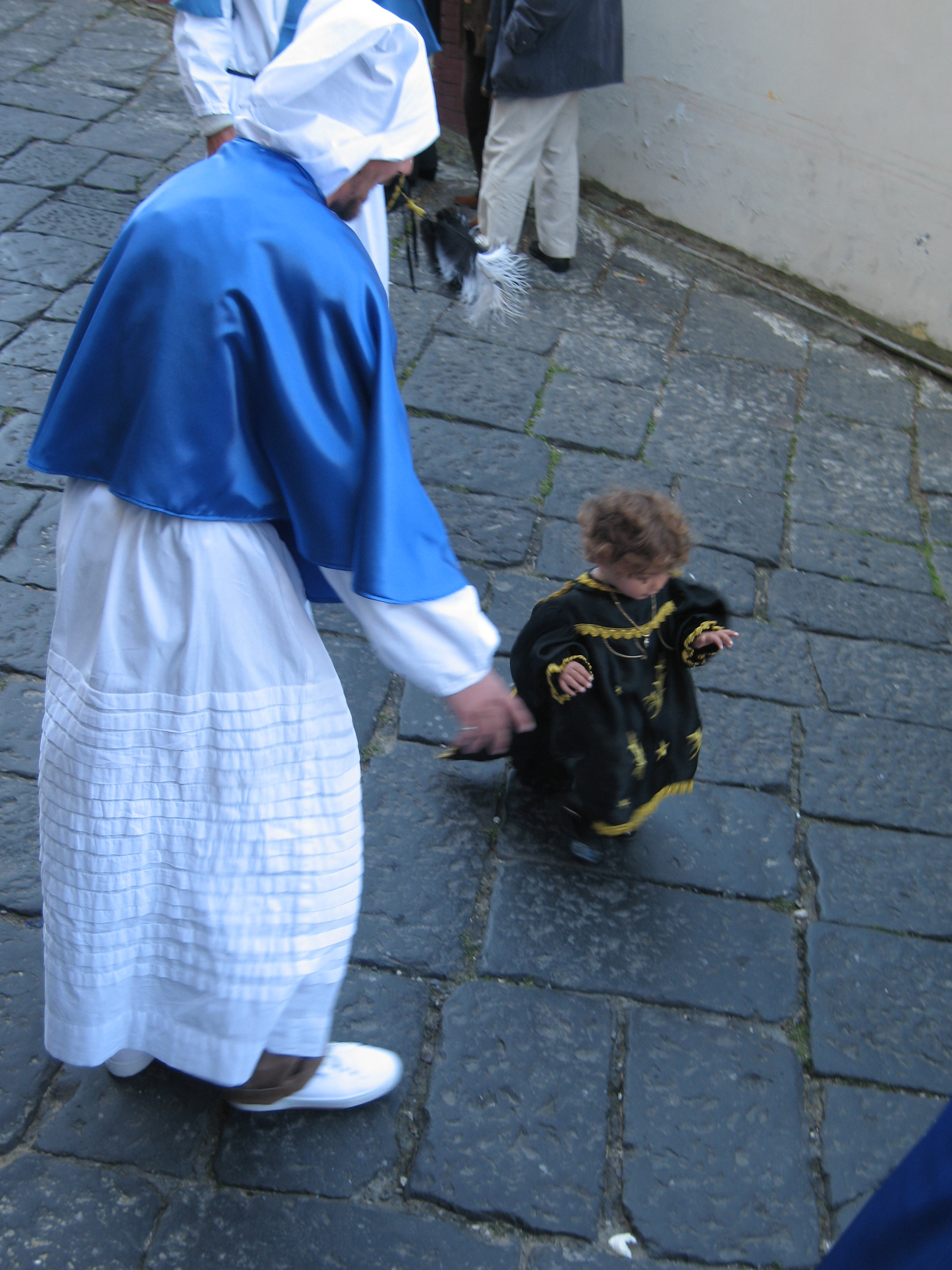
I bambini più piccoli, chiamati angioletti, vestiti di nero e oro, in coda alla processione

#### Settimana Santa
Sono molto seguite nell'isola le manifestazioni religiose legate al periodo della Settimana Santa prima di Pasqua; molto suggestive, tra queste, la Processione degli Apostoli del Giovedì santo e la Processione dei Misteri del Venerdì Santo.
La processione degli "Apostoli Incappucciati" è organizzata dall'Arciconfraternita dei Bianchi, fondata nel 1581 dal cardinale Innico d'Avalos d'Aragona. Terminata la celebrazione della lavanda dei piedi, i dodici "apostoli" (con la veste di confratello) si incappucciano e con una croce sulla spalla e una corona di spine sul capo sfilano in processione per le strade dell'isola, preceduti dal "centurione", e seguiti dai cerimonieri e dagli altri confratelli.
Il momento culminante dei riti della settimana si ritrova comunque nella processione dei Misteri della mattina del Venerdì Santo, talvolta anche indicata come Processione del Cristo morto. Le origini del rito risalirebbero alla fine del XVI secolo, organizzata dalla Confraternita dei Turchini (fondata nel 1629 dai Gesuiti) fin dalla seconda metà del Seicento, periodo dal quale trae i suoi caratteri principali. Fino alla metà del XVIII secolo sarebbe stata essenzialmente una processione di flagellanti, trasformata da allora in una processione esclusivamente di Misteri, ovvero carri allegorici di carattere religioso.
Tratto caratterizzante della processione, oltre alla partecipazione massiva della popolazione isolana, è anche la presenza, accanto ai cosiddetti "Misteri fissi", utilizzati ogni anno e provenienti dalle diverse chiese dell'isola, anche di Misteri "variabili" o "mobili", preparati da singoli o da associazioni artistiche dell'isola, portati a braccia dai giovani vestiti della classica veste di "confratello dei Turchini" per un percorso fisso, dal borgo più antico di Terra Murata fino al porto della Marina Grande.
Chiude la processione la statua del Cristo morto opera dello scultore napoletano Carmine Lantriceni.
Nel generale silenzio, il suono della tromba e del tamburo caratterizza il passaggio della processione.

#### I Misteri

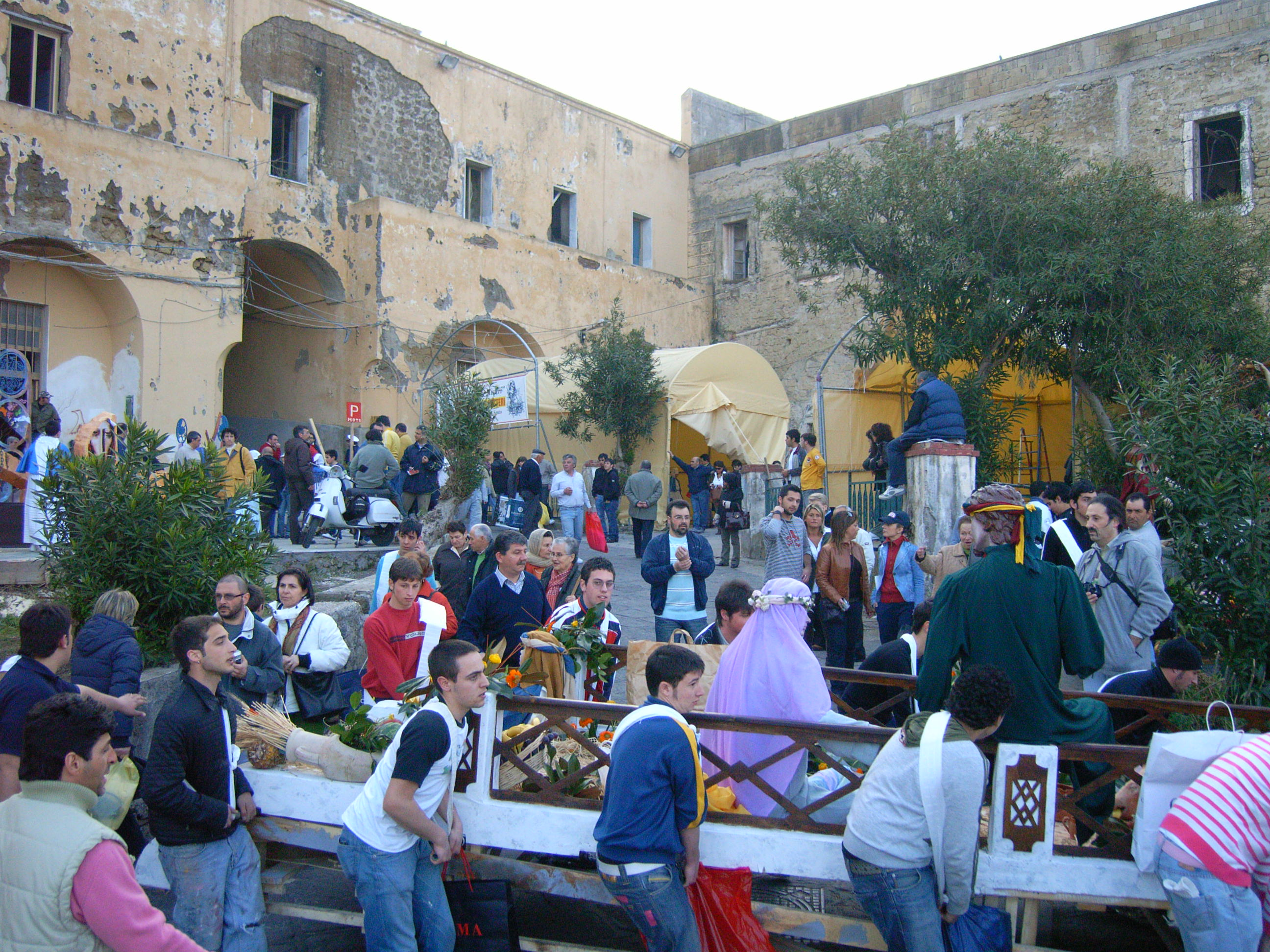
Ultimi preparativi presso la "Cittadella dei Misteri", a "Terra Murata".

I Misteri sono carri allegorici di carattere religioso costruiti artigianalmente di anno in anno dai Procidani, talvolta riuniti in scuole artistiche dedicate. Sono generalmente costituiti da una o più tavole di legno (dette "basi") lunghe fino a 8 metri e larghe circa 2, sulle quali vengono allestite delle rappresentazioni scultoree, o meglio, interpretazioni simboliche di passi del Nuovo o del Vecchio Testamento, e in particolare della Passione di Cristo.
I materiali utilizzati sono generalmente cartapesta, legno, plastica, polistirolo, e stoffa; tipica è la tecnica dello "stampo" che permette di riprodurre un oggetto tridimensionale utilizzando della cartapesta.
Generalmente durante la realizzazione (che può durare anche diversi mesi) i Misteri vengono tenuti celati al pubblico, in modo che possano essere visti per la prima volta direttamente durante la processione del venerdì Santo, e spesso subito dopo, nella giornata stessa, vengono immediatamente smontati o addirittura distrutti. Raramente, negli ultimi tempi alcuni di essi vengono conservati per alcuni mesi per renderli visitabili dai turisti nella stagione estiva.
Le realizzazioni vanno dalla classica "Ultima Cena" fino a costruzioni molto più complesse, sia nel significato che nella realizzazione. Spesso i "Misteri" si rifanno a stili architettonici ed artistici di diverse epoche, grazie anche al largo uso di colonnati (alti oltre 4 metri).

### Altro
Ogni estate, tra luglio e agosto, viene eletta la Graziella, ovvero una giovane procidana che indossa il tipico costume dell'isola, rifacendosi alla storia raccontata nell'omonimo romanzo di Alphonse De Lamartine.
Sempre nel periodo estivo, inoltre, viene assegnato il premio letterario dedicato a Elsa Morante e al suo romanzo L'isola di Arturo.

## Cultura
(Elsa Morante, L'isola di Arturo)

### Procida nella letteratura

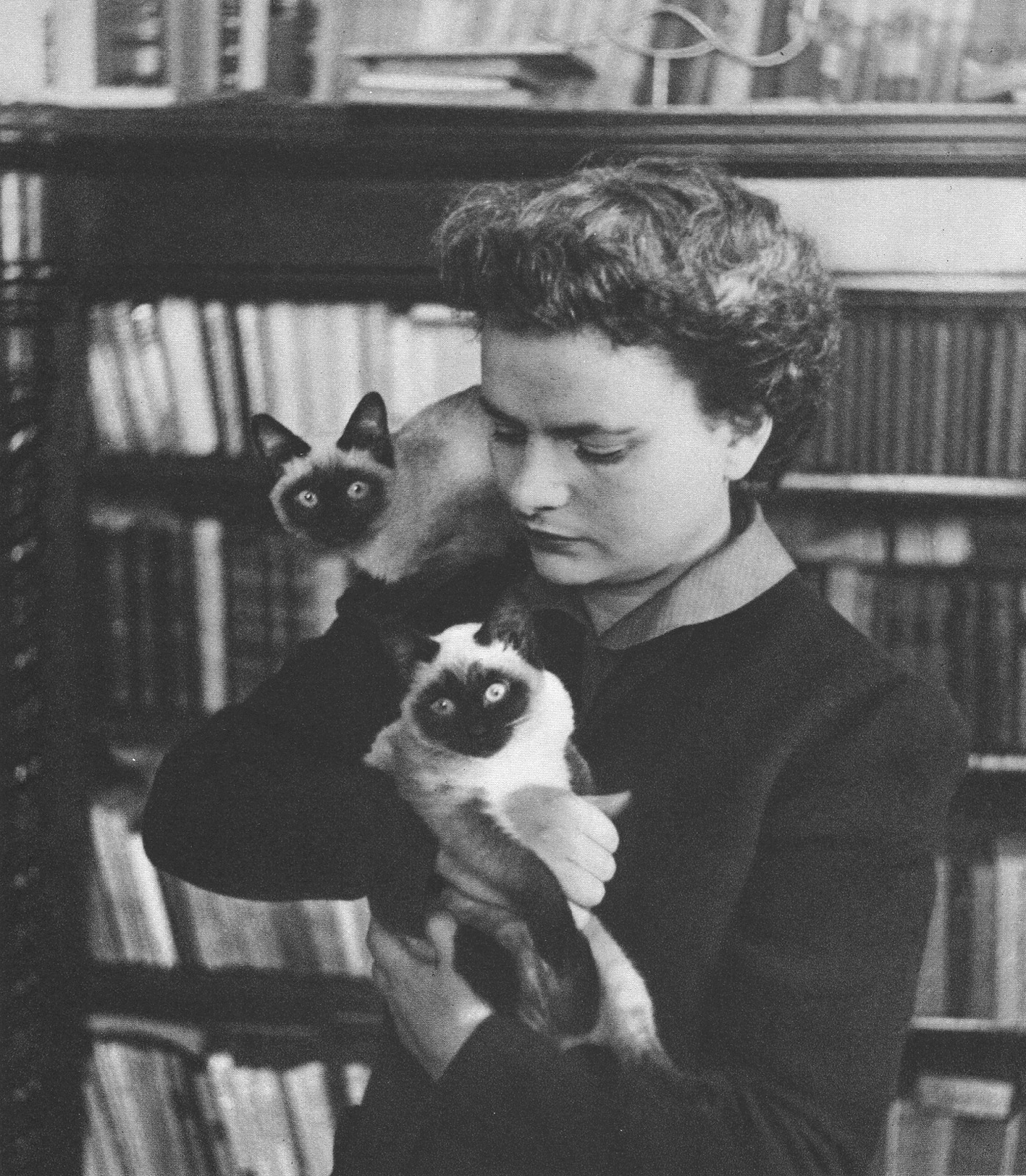
La scrittrice Elsa Morante

L'isola fu già descritta, in epoca classica, tra gli altri da Giovenale, da Stazio e da Virgilio.
Nella letteratura volgare, Procida diviene la scena della sesta novella della quinta giornata del Decameron di Giovanni Boccaccio, in cui, sullo sfondo della guerra del Vespro, si narra l'amore di Gian da Procida, nipote di Giovanni da Procida, per la giovane Restituta.
Ancora più recente è il romanzo Graziella scritto da Alphonse de Lamartine, (dal quale è stato tratto l'omonimo film nel 1955), venuto a Procida dalla Borgogna nella prima metà del XIX secolo.
Nel XX secolo è invece celebre L'isola di Arturo (1957), una delle maggiori opere di Elsa Morante, scrittrice alla quale è inoltre dedicato un premio letterario, assegnato nell'isola da diversi anni.

### Procida nel cinema
Passando al cinema, Procida è stata scelta come set cinematografico per un grande numero di film, soprattutto per i suoi panorami e la sua architettura tipica mediterranea: tra questi si possono citare, come esempi, Il postino, con Philippe Noiret e Massimo Troisi,  Il talento di Mr. Ripley, con Matt Damon, Francesca e Nunziata, con Sophia Loren e Giancarlo Giannini, o Delitto in pieno sole, con Alain Delon. Il Castello D'Avalos fornisce invece l'ambientazione per il carcere del film drammatico Detenuto in attesa di giudizio, con Alberto Sordi.
A Procida si tiene il  Procida Film Festival, un concorso cinematografico diviso in cinque sezioni:
1. Cortometraggi;
2. Documentari;
3. Film d’animazione;
4. Sezione riservata a studenti di Università, Accademie e Scuole di cinema;
5. Cortometraggi ambientati nelle isole minori.

### Cucina e prodotti tipici
Nella cucina procidana fanno da padrone i prodotti della terra (in particolare carciofi e limoni) e del mare.
Il limone procidano ha la particolarità di essere molto grande, poco acre e con l'albedo (la parte bianca compresa tra la buccia e la polpa) molto sviluppato.
Uno dei piatti più particolari in cui viene utilizzato questo prodotto è la tradizionale insalata di limoni, fatta con limoni di Procida a tocchetti, cipolla, olio, peperoncino, sale e menta. Ottima anche la produzione del classico limoncello.
Molto particolare anche la pasta detta pescatora povera, nella quale si utilizzano peperoncini verdi fritti ed alici.
Tra i dolci della tradizione troviamo il casatiello dolce, una sorta di ciambella tipicamente pasquale lievitata con il lievito madre solitamente utilizzato per il pane.
Più moderna invece è la lingua, un dolce composto da pasta sfoglia ripiena di crema pasticciera e ricoperto di zucchero.

### Musei
- Museo Civico di Procida
- Museo Casa di Graziella, ricostruzione storica della casa di Graziella, protagonista del romanzo di Alphonse de Lamartine. Sito al secondo piano del Palazzo della Cultura (ex Conservatorio delle Orfane) a Terra Murata.
- Museo del Mare, sito nel palazzo storico dell’Istituto Nautico “Francesco Caracciolo” di Procida.
- Palazzo D'Avalos
- Abbazia di San Michele

### Capitale italiana della cultura
Il 18 gennaio 2021 è stata designata dal Ministero dei beni e delle attività culturali e del turismo quale Capitale italiana della cultura per l'anno 2022.

## Economia

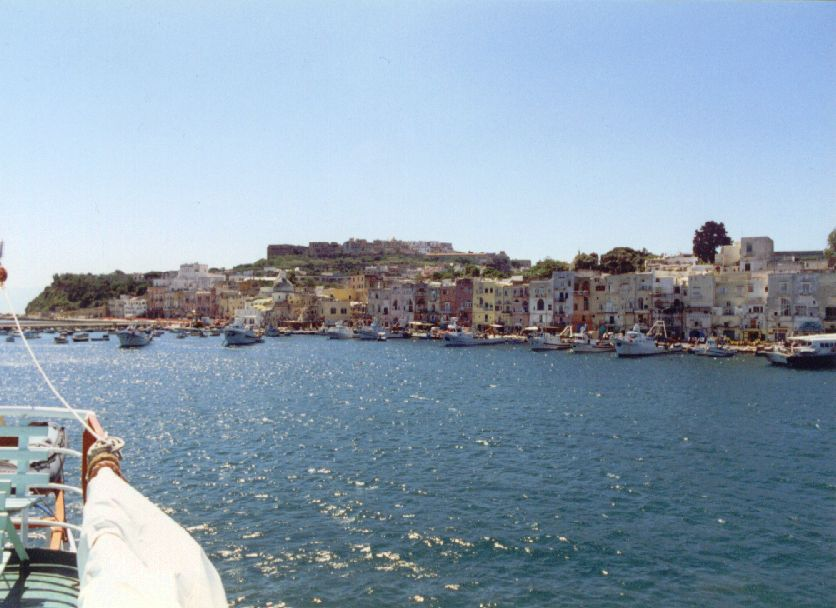
Arrivo a Procida - Vista della Marina Grande

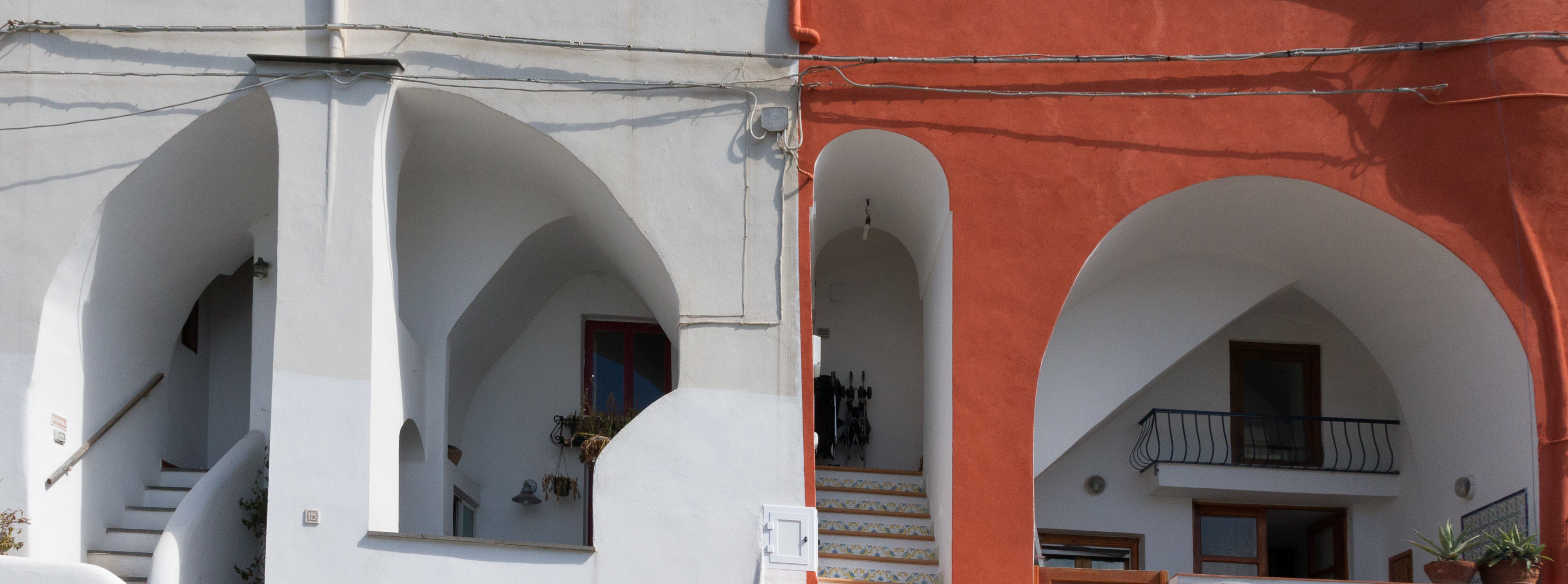
Chiaiolella - Esempio di architettura tipica procidana

L'isola si trova attualmente in un periodo di forti trasformazioni nella sua struttura economica. La marineria, sebbene in forte calo, rimane ancora uno dei maggiori settori di occupazione, con persone di tutte le fasce di età impiegate come ufficiali di coperta o di macchine su navi mercantili delle maggiori compagnie marittime di tutto il mondo, continuatori di una tradizione secolare. Tuttavia negli ultimi anni, la sempre maggiore automazione presente in ambito meccanico, unita ad un sempre maggiore utilizzo di lavoratori di paesi emergenti nell'ambito del trasporto marittimo, ha fatto sì che questa fonte di reddito perdesse importanza relativa nell'isola.
Accanto alla marineria, negli ultimi anni si è cercato di favorire lo sviluppo dell'industria turistica, sebbene in questo settore i risultati, pure incoraggianti, siano stati inferiori alle attese, soprattutto se guardati sullo sfondo di vicine mete turistiche quali Ischia, Capri o Sorrento. Ciò sicuramente non per la mancanza di attrattive (in particolare storiche o naturalistiche), ma più probabilmente per l'assenza di una solida tradizione imprenditoriale in tal senso, nonché per la forte carenza di strutture ricettive.
Non prevista, si è dunque affiancata al turismo e alla marineria la nascita di un ceto impiegatizio che si manifesta soprattutto attraverso fenomeni di pendolarismo verso l'isola d'Ischia o la vicina terraferma, fenomeno assolutamente nuovo nella storia economica dell'isola.
Quote marginali della popolazione attiva si dedicano alla pesca commerciale, con una discreta flotta peschereccia, mentre quote ancora inferiori sono dedite alla cantieristica o all'agricoltura.

## Amministrazione
| Periodo          | Periodo        | Primo cittadino          | Partito                      | Carica  | Note |
| ---------------- | -------------- | ------------------------ | ---------------------------- | ------- | ---- |
| 21 novembre 1993 | 9 giugno 1996  | Antonio Capezzuto        | Forza Italia                 | Sindaco |      |
| 9 giugno 1996    | 16 aprile 2000 | Luigi Muro               | Alleanza Nazionale           | Sindaco |      |
| 16 aprile 2000   | 3 aprile 2005  | Luigi Muro               | Alleanza Nazionale           | Sindaco |      |
| 3 aprile 2005    | 28 marzo 2010  | Gerardo Lubrano Lavadera | Indipendente di centrodestra | Sindaco |      |
| 28 marzo 2010    | 31 maggio 2015 | Vincenzo Capezzuto       | Il Popolo della Libertà      | Sindaco |      |
| 31 maggio 2015   | in carica      | Raimondo Ambrosino       | Lista civica                 | Sindaco |      |

## Gemellaggi
- Cesa
- San Giorgio a Cremano

### Gemellaggio con il Comune di Cesa
Un gemellaggio che nasce in nome dell’Asprinio e della similitudine delle alberate di Procida con quelle esistenti nel comune di Cesa, in provincia di Caserta. L'idea del gemellaggio fu proposta dal noto giornalista procidano Antonio Lubrano.

### Gemellaggio con il Comune di San Giorgio a Cremano
L’idea parte dal legame che unisce le due città con l’attore Massimo Troisi (l'attore girò a Procida alcune scene del suo ultimo film Il postino) e che affonda le radici nel periodo borbonico.

## Sport
A Procida sono presenti alcune società sportive che partecipano a campionati agonistici provinciali e regionali. Notevole è la tradizione della pallavolo maschile: la squadra isolana ha militato per alcuni anni in campionati di serie B nazionale e per diverse volte in serie C. In quanto al calcio, la prima squadra partecipa al campionato di Promozione regionale.